# دنيس هاسكيل
دنيس هاسكيل (بالإنجليزية: Dennis Haskell)‏ هو شاعر أسترالي، ولد في 1948 في سيدني في أستراليا.